# 多爾戈魯科沃區

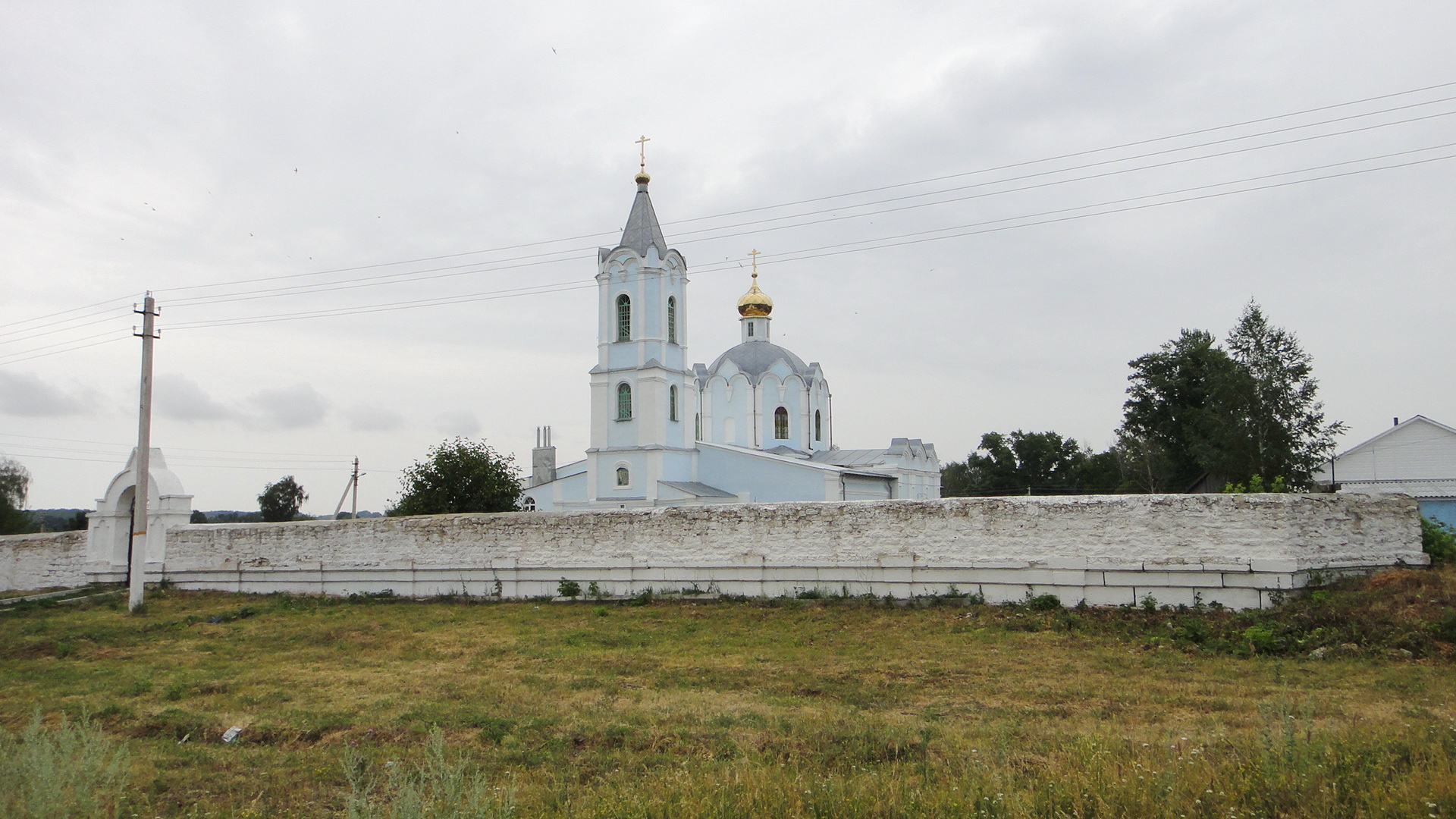

54°25′36″N 20°31′04″E / 54.42667°N 20.51778°E
多爾戈魯科沃區（俄语：Долгоруковский район），是俄羅斯的一個區，位於該國西部，由利佩茨克州負責管轄，面積990平方公里，2010年人口18,623，人口密度每平方公里18.81人。